# هاشم يكيزاره
هاشم يكيزاره (بالفارسية: هاشم یکه‌زارع)‏ (1 فبراير 1956 في طهران - ) رائد أعمال، ومهندس من إيران.